# Zakłady dla dzieci robotnic zagranicznych w III Rzeszy

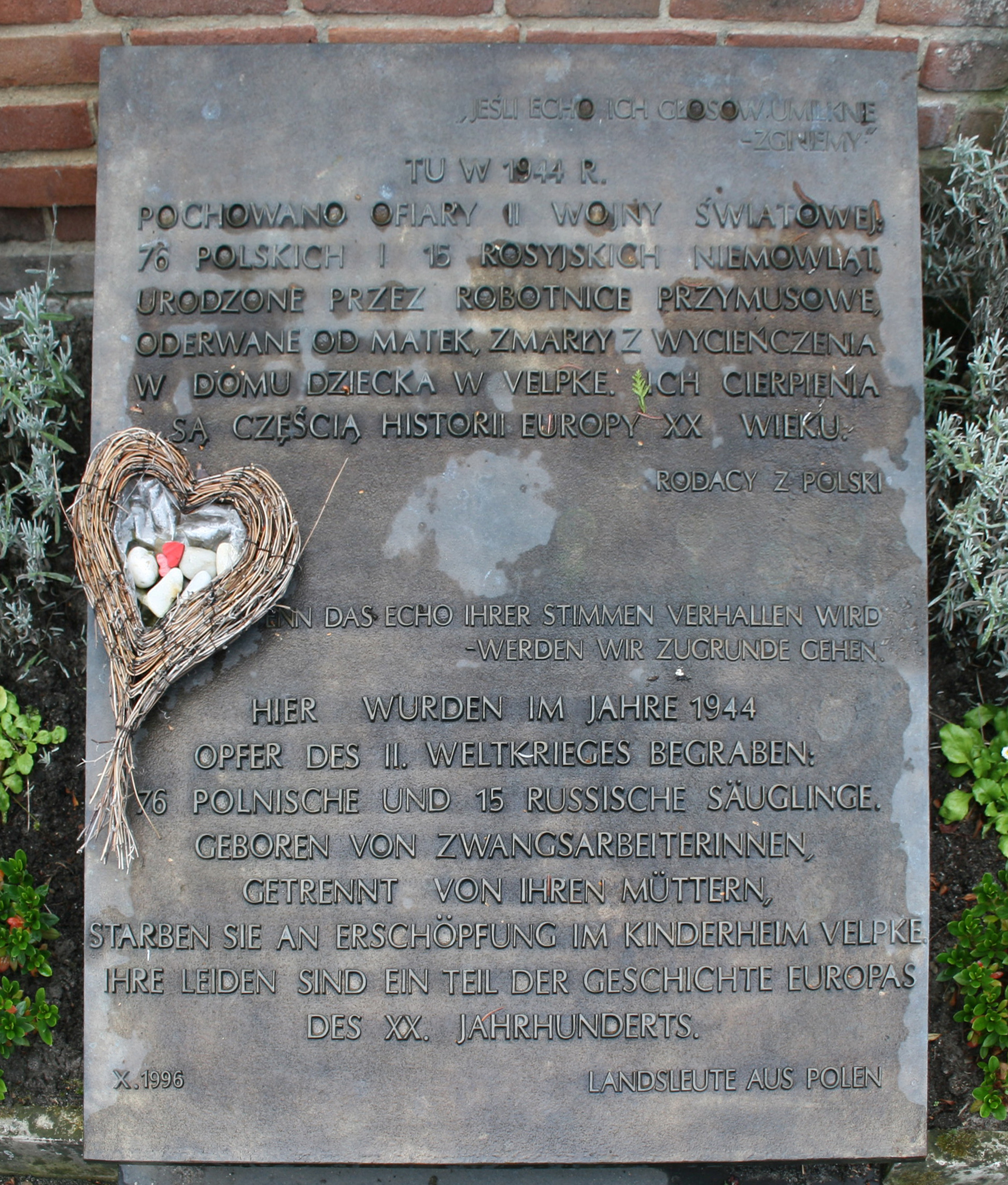
Tablica pamiątkowa upamiętniająca 76 polskich i 15 rosyjskich niemowląt zmarłych z wycieńczenia w domu dziecka w Velpke w 1944 roku

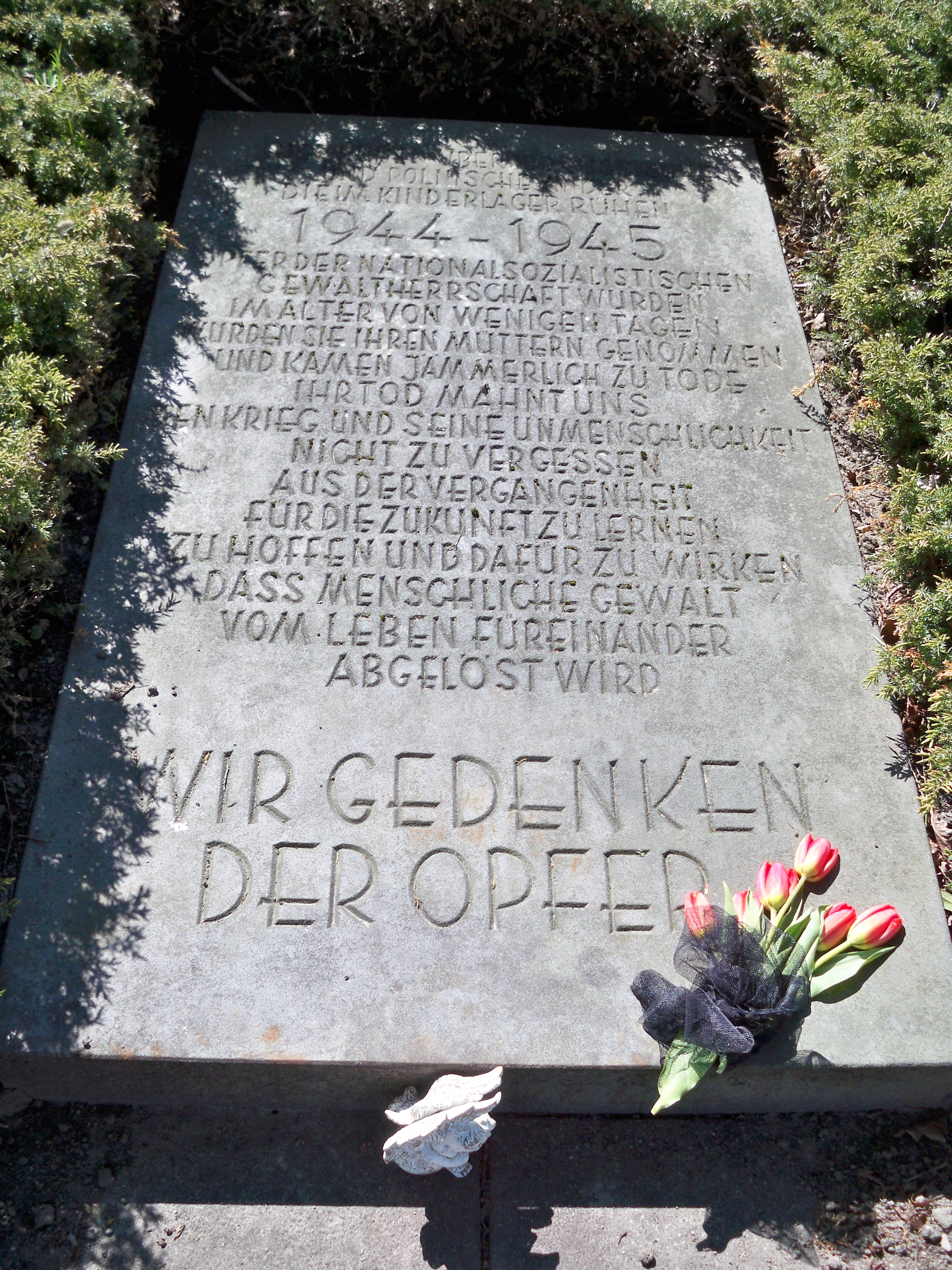
Tablica pamiątkowa na zbiorowej mogile zamordowanych dzieci, na cmentarzu w Rühen

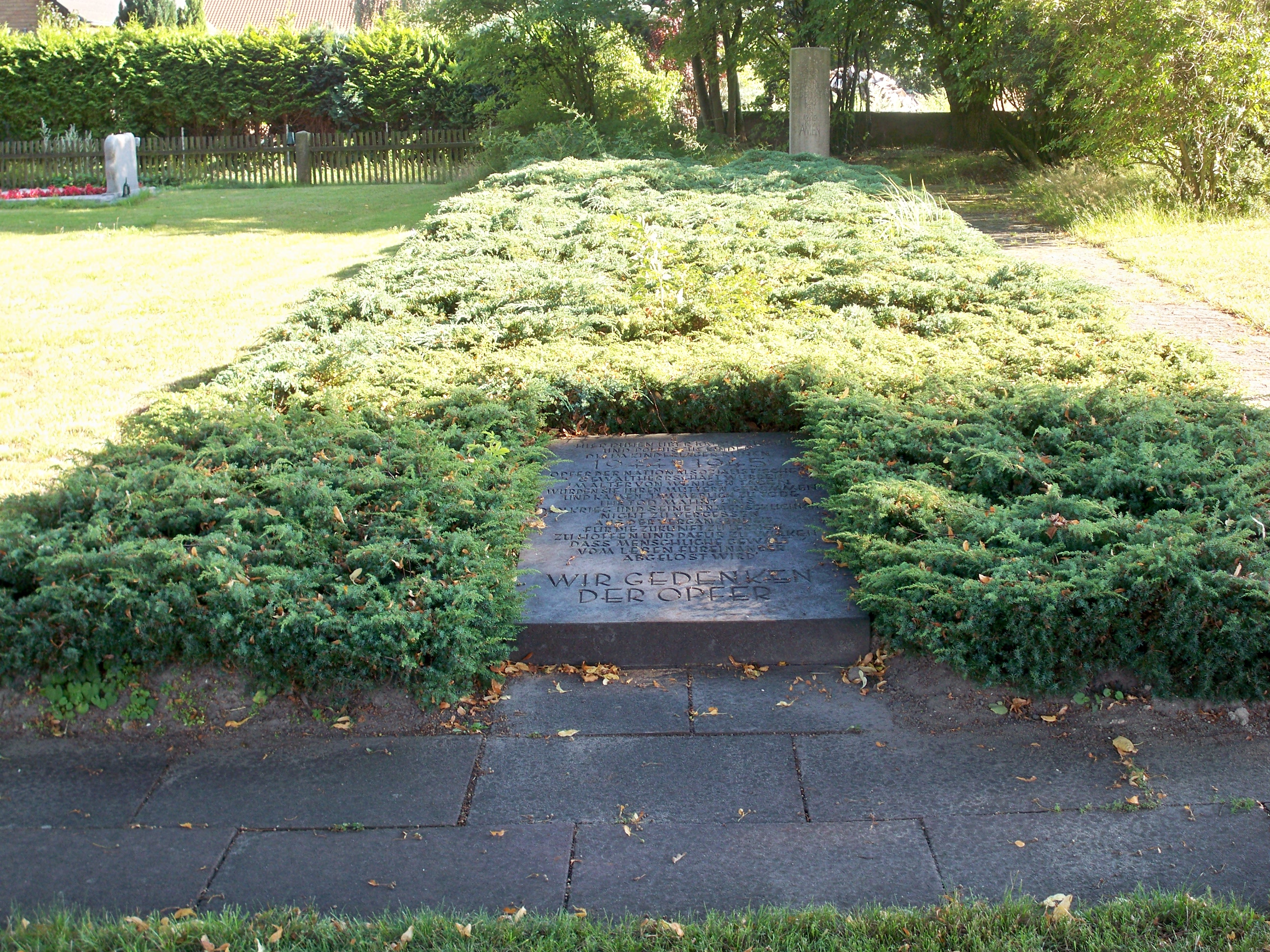
Zbiorowa mogiła ok. 100 polskich i rosyjskich dzieci, ofiar zakładu dla dzieci w Rühen, w latach 1944–1945

Zakłady dla dzieci robotnic zagranicznych w III Rzeszy (niem. Ausländerkinder-Pflegestätte, także Säuglingsheim, Entbindungsheim) – zakłady tworzone od 1943 dla niemowląt i dzieci robotnic zagranicznych, w tym polskich, w III Rzeszy. Ze względu na niedożywienie śmiertelność przekraczała w nich często 50%, a nawet dochodziła do 90%. Serwisy internetowy Krieg gegen Kinder informuje o ponad 400 takich zakładach.
Robotnice zmuszano często do aborcji. Część dzieci przekazano niemieckim rodzinom do adopcji. Głównych sprawców tych zbrodni osądzono w procesie RuSHA.
Oddziałowa komisja ścigania zbrodni przeciwko Narodowi Polskiemu w Poznaniu prowadzi dwa śledztwa:
- S. 5/00/Zn – zakład w Wąsoszu
- S. 58/03/Zn – zbrodnie na terenie III Rzeszy.

8 maja 2001 w Brunszwiku poświęcono tablicę pamiątkową na cmentarzu przy Hochstraße.
Na cmentarzu w Rühen znajduje się zbiorowa mogiła z tablicą pamiątkową, poświęconą polskim i rosyjskim dzieciom.

## Lista zakładów, obozów i cmentarzy
- Wąsosz, Säuglings- und Altersheim St. Josefsstift für Säuglinge und Kleinkinder St. Josefsstift
- Langenhagen, Godshorn[2]
- Słupsk, obóz przejściowy przy ulicy Deotymy.
- Brunszwik, Entbindungsheim fuer Ostarbeiterinnen, Broitzemer Str. 200, cmentarz przy Hochstraße, ponad 360 dzieci[3]
- Velpke, Powiat Helmstedt, Kinderheim – po wojnie brytyjski sąd skazał dwóch Niemców na śmierć za zabójstwo polskich dzieci[4]
- Gantenwald, gmina Bühlerzell, pomnik na cmentarzu „Ausländerkinder-Pflegestätte”[5][6]. W zakładzie urodziło się 50 dzieci, z tego zmarło 20 i jedna matka, 12 pochowano na cmentarzu.
- Drezno, Dr.-Todt-Straße 120 (Radeburger Straße 12a), Auslandskinderpflegestätte, urodziło się tu 497 dzieci, spośród pozostawionych w obozie zmarło w ciągu roku ponad 40%[7]
- Gienau, Siecke 3, zmarło 12 niemowląt[8]
- Pasawa i okolice, zbrodnie opisane przez Annę Elisabeth Rosmus, m.in. w Wintergrün. Verdrängte Morde
- Wolfsburg (przy Schachtweg) oraz Rühen – domy opieki i zakłady dla dzieci zagranicznych robotników przymusowych, pracujących w fabryce Volkswagena[9][10]